# Instituto Tecnológico de Georgia
El Instituto de Tecnología de Georgia (Georgia Institute of Technology, Georgia Tech, GaTech, o simplemente Tech) es una universidad pública (recibe el 20% de su presupuesto de fondos públicos) de la ciudad de Atlanta, Georgia (Estados Unidos). Fue fundada en octubre del año 1885. Originalmente, la universidad se llamaba "Escuela de Tecnología de Georgia" (Georgia School of Technology). En 1948, el nombre fue cambiado al nombre actual de Instituto de Tecnología de Georgia (Georgia Institute of Technology). La primera clase tuvo 84 estudiantes. Se permitió el ingreso de estudiantes femeninas en 1952. Actualmente, más de 16.000 estudiantes asisten al instituto y aproximadamente el 30 por ciento de los alumnos son mujeres. Se permitió el ingreso de estudiantes de origen afroamericano en la década de los 60 sin una orden judicial. Actualmente es la universidad que produce más ingenieros afroamericanos de Estados Unidos. 
Georgia Tech está especializado en la enseñanza de la ingeniería, pero también tiene programas en arquitectura, ciencias, administración, informática, ciencias políticas y relaciones internacionales. Georgia Tech se encuentra junto con el MIT, Stanford University, California Institute of Technology y la Universidad de California en Berkeley como una de las mejores universidades en ingeniería en los Estados Unidos. Según el ranking U.S. News & World Report se encuentra entre las 5 mejores.

## Categoría
La universidad está entre las cuatro mejores facultades de ingeniería en Estados Unidos. Sus grados están altamente clasificados en el escalafón de las universidades estadounidenses: Ingeniería Industrial (Primero), Biomédica (Tercero), Mecánica (Tercero), Aeroespacial (Segundo), Eléctrica y Electrónica (Cuarto), Química (Noveno), e Ingeniería Civil (Segundo). En 2007 y 2008, THE–QS World University Rankings catalogó a Georgia Tech como n.º 8 en tecnología en el mundo, puesto que bajó a n.º 12 en 2009. The U.S. News and World Report cataloga a Georgia Tech como n.º 13 en ingeniería e informática en el mundo en 2010.

## Deportes
Georgia Tech tiene varios equipos que juegan en la conferencia ACC (Atlantic Coast Conference) de la NCAA, incluyendo un equipo de fútbol americano, otro de baloncesto, otro de béisbol y otro de golf. La mascota del colegio es una avispa de nombre Buzz.

## Alumnos destacados
- Juan Carlos Varela, expresidente de la República de Panamá;
- Joe Anoa'i, luchador profesional estadounidense.
- Alejandro Char, dos veces alcalde de Barranquilla
- Jimmy Carter, presidente de Estados Unidos